# Graphogaster deceptor
Graphogaster deceptor là một loài ruồi trong họ Tachinidae.